# Vivid Entertainment
A Vivid Entertainment é uma produtora americana de filmes pornográficos. Foi fundada em 1984 e tem sede em Los Angeles, Califórnia. A produtora tornou-se notória por ter criado o conceito de estrelas por contrato Vivid Girls (Raparigas Vivid). As modelos Vivid mantêm contrato exclusivo um pouco como no sistema antigo da indústria cinematográfica de Hollywood. Têm um salário mais alto do que as actrizes com um agente independente e produzem apenas alguns filmes por ano.

## Algumas modelos Vivid
- Melanie Moore
- Briana Banks
- Jenna Jameson
- Lauren Starkey
- Betty Williams
- Savanna Samson
- Sunrise Adams
- Donna Buton
- Ashley Tobias
- Silvana Leticia
- Tera Patrick